# Tetraboraan
Tetraboraan of tetraboraan(10) is een hydride van boor met als brutoformule B4H10. De stof komt voor als een toxisch gas met een afstotende geur. Het wordt explosief geoxideerd door salpeterzuur. Tetraboraan vormt interessante coördinatieverbindingen met fosfortrifluoride.